# Rafaël Harvey-Pinard
Rafaël Harvey-Pinard (né le 6 janvier 1999 à Jonquière, dans la province de Québec au Canada) est un joueur professionnel québécois de hockey sur glace. Il évolue au poste d'ailier gauche.

## Biographie

### Carrière junior
Il est sélectionné au 8e tour, 130e choix global, par les Huskies de Rouyn-Noranda lors du repêchage de la LHJMQ 2015. Harvey-Pinard fait ses débuts dans la LHJMQ le 15 janvier 2016 dans un gain 2-1 contre l'Océanic de Rimouski. Rafaël Harvey-Pinard terminera sa carrière junior chez les Saguenéens de Chicoutimi en tant que capitaine de l’équipe.

### Carrière professionnelle
Il devient professionnel en 2021 avec le Rocket de Laval dans la Ligue américaine de hockey. Il accumule 107 points en carrière dans la ligue américaine, en 145 parties.
Le 28 décembre 2021, Harvey-Pinard fait ses débuts avec les Canadiens de Montréal lors d'un match contre le Lightning de Tampa Bay où l'effectif des deux équipes est décimé par la Covid-19. Lors de ce match, il est l'un des joueurs à marquer son premier but dans la LNH, l'autre étant son coéquipier Kale Clague.
Il compte un tour du chapeau, son premier en carrière, le 25 mars 2023 dans une victoire de 8-2 contre les Blue Jackets de Columbus. Il termine la saison avec 14 buts et 6 assistances en 34 matchs. Alors qu'il devient joueur autonome avec compensation, il signe une prolongation de contrat avec les Canadiens le 3 juillet 2023. Cette entente de deux ans lui vaut un salaire annuel de 1,1 million $.
Lors de la saison 2023-2024, il récolte deux buts et huit mentions d'aide en 45 matchs. Il rate presque la moitié de la saison en raison de douleurs à la jambe. En été 2024, il subit une intervention chirurgicale pour sa jambe fracturée. Les Canadiens annoncent le 26 juillet 2024 que sa période de convalescence sera de quatre mois.
À son retour de sa blessure à la mi-novembre 2024, il est envoyé au Rocket de Laval pour fins de conditionnement. En cinq matchs dans la LAH, il compte un but. Pour qu'il puisse y rester, les Canadiens doivent le soumettre au ballottage en raison de son contrat de la LNH à un volet. Il n'est pas réclamé et se rapporte donc au Rocket le 1er décembre,.Malchanceux, Harvey-Pinard s'est à nouveau blessé au haut du corps après avoir reçu une mise en échec lors du match du 12 mars 2025 contre les Islanders de Bridgeport. Ses saisons entre 2022-2023, 2023-2024 et 2024-2025 auront été marquées par les nombreuses blessures dont il a été victime.

## Statistiques
| Saison     | Équipe                   | Ligue      |    | Saison régulière | Saison régulière | Saison régulière | Saison régulière | Saison régulière |    | Séries éliminatoires | Séries éliminatoires | Séries éliminatoires | Séries éliminatoires | Séries éliminatoires |
| Saison     | Équipe                   | Ligue      | PJ | B                | A                | Pts              | Pun              | PJ               | B  | A                    | Pts                  | Pun                  |                      |                      |
| 2015-2016  | Huskies de Rouyn-Noranda | LHJMQ      | 3  | 0                | 0                | 0                | 0                | -                | -  | -                    | -                    | -                    |                      |                      |
| 2016-2017  | Huskies de Rouyn-Noranda | LHJMQ      | 50 | 10               | 13               | 23               | 6                | 7                | 1  | 0                    | 1                    | 2                    |                      |                      |
| 2017-2018  | Huskies de Rouyn-Noranda | LHJMQ      | 67 | 26               | 50               | 76               | 38               | 7                | 5  | 3                    | 8                    | 2                    |                      |                      |
| 2018-2019  | Huskies de Rouyn-Noranda | LHJMQ      | 66 | 40               | 45               | 85               | 24               | 20               | 13 | 14                   | 27                   | 10                   |                      |                      |
| 2019-2020  | Saguenéens de Chicoutimi | LHJMQ      | 62 | 34               | 44               | 78               | 16               | -                | -  | -                    | -                    | -                    |                      |                      |
| 2020-2021  | Rocket de Laval          | LAH        | 36 | 9                | 11               | 20               | 2                | -                | -  | -                    | -                    | -                    |                      |                      |
| 2021-2022  | Rocket de Laval          | LAH        | 69 | 21               | 35               | 56               | 20               | 15               | 5  | 5                    | 10                   | 6                    |                      |                      |
| 2021-2022  | Canadiens de Montréal    | LNH        | 4  | 1                | 0                | 1                | 0                | -                | -  | -                    | -                    | -                    |                      |                      |
| 2022-2023  | Rocket de Laval          | LAH        | 40 | 16               | 15               | 31               | 20               | 2                | 0  | 0                    | 0                    | 0                    |                      |                      |
| 2022-2023  | Canadiens de Montréal    | LNH        | 34 | 14               | 6                | 20               | 10               | -                | -  | -                    | -                    | -                    |                      |                      |
| 2023-2024  | Canadiens de Montréal    | LNH        | 45 | 2                | 8                | 10               | 6                | -                | -  | -                    | -                    | -                    |                      |                      |
| 2024-2025  | Canadiens de Montréal    | LNH        | 1  | 0                | 0                | 0                | 0                | -                | -  | -                    | -                    | -                    |                      |                      |
| 2024-2025  | Rocket de Laval          | LAH        | 40 | 5                | 14               | 19               | 14               | 13               | 0  | 3                    | 3                    | 26                   |                      |                      |
| Totaux LNH | Totaux LNH               | Totaux LNH | 84 | 17               | 14               | 31               | 16               | -                | -  | -                    | -                    | -                    |                      |                      |

## Trophées et distinctions

### Ligue canadienne de hockey
- 2018-2019 : remporte la Coupe Mémorial avec les Huskies de Rouyn-Noranda

### LHJMQ
- 2018-2019 : remporte la Coupe du président avec les Huskies de Rouyn-Noranda
- 2019-2020 : remporte le trophée Marcel-Robert